# Ya'afar Sharif Emamí
Ya'afar Sharif Emamí ( en persa: جعفر شریف‌امامی‎  ; 17 de junio de 1912-16 de junio de 1998) fue un político iraní que fue primer ministro de 1960 a 1961 y nuevamente en 1978. Fue ministro del gabinete, presidente del Senado iraní, presidente de la Fundación Pahlavi y presidente de la cámara de industrias y minas de Irán durante el reinado de Shah Mohammad Reza Pahlavi.

## Temprana edad y educación
Sharif Emamí nació en Teherán el 17 de junio de 1912 en el seno de una familia clerical y su padre era un mulá. Después de la escuela secundaria, Sharif-Emami fue enviado (junto con otros treinta jóvenes) a Alemania, donde estudió durante 18 meses, y regresó a Irán en 1930 para trabajar con la organización ferroviaria estatal hasta la invasión anglo-soviética. Años más tarde fue enviado a Suecia para recibir formación técnica, regresando en 1939 cuando se licenció en ingeniería.

## Carrera y actividades
Sharif-Emami comenzó su carrera en los ferrocarriles estatales iraníes en 1931. Arrestado en el verano de 1943 por presuntos vínculos con Alemania, permaneció detenido junto con muchos otros miembros de la élite iraní. Tras su liberación fue nombrado director general de la Agencia de Irrigación. En 1950 fue nombrado subsecretario de Caminos y Comunicaciones. El primer ministro y general Haj Ali Razmara lo nombró ministro interino y luego ministro de carreteras de su gabinete inaugurado en junio de 1950, su primer puesto en el gabinete.
Se desempeñó como ministro de industrias y minas en el gabinete de Manuchehr Eqbal. Fue primer ministro de 1960 a 1961 y nuevamente en 1978, unos meses antes del derrocamiento del Sha. Shah lo nombró primer ministro el 27 de agosto de 1978 debido a sus vínculos con el clero. Sharif-Emami sucedió a Jamshid Amouzegar en el cargo. Sharif-Emami renunció al cargo el 5 de noviembre de 1978 y fue reemplazado por Gholam Reza Azhari en el cargo.
Durante su breve mandato, deshizo muchos de los planes del Shah, incluido el cierre de los casinos, el abandono del calendario imperial, la abolición del Partido Rastakhiz y permitir que todos los partidos políticos sean activos y personalmente responsables de evitar que SAVAK se involucre y evitar que el clérigo respaldado por la KGB de crear y continuar la revolución de 1979. Todos sus esfuerzos por reformar el sistema político en Irán se vieron ensombrecidos por la masacre del Viernes Negro en la plaza Jaleh el 8 de septiembre de 1978, las protestas masivas, la ley marcial y las huelgas en todo el país, que pusieron de rodillas a la economía del país. Renunció a su cargo en medio de disturbios el 5 de noviembre de 1978.
Sharif-Emami también fue durante mucho tiempo presidente del Senado iraní y presidente de la Fundación Pahlavi. Fue uno de los confidentes cercanos del Shah.

## Gabinete de Gobierno (1978)

### 27 de agosto de 1978 - 16 de septiembre de 1978
| Ministros del Gobierno de Ya'afar Sharif Emamí 72 ° primer ministro de Irán       | Ministros del Gobierno de Ya'afar Sharif Emamí 72 ° primer ministro de Irán | Ministros del Gobierno de Ya'afar Sharif Emamí 72 ° primer ministro de Irán |
| Cartera                                                                           | Titular                                                                     | Período                                                                     |
| --------------------------------------------------------------------------------- | --------------------------------------------------------------------------- | --------------------------------------------------------------------------- |
| Ministro del Interior                                                             | Asadollah Nasr Esfahaní                                                     | 27 de agosto-16 de septiembre de 1978                                       |
| Ministro de Educación                                                             | Manouchehr Ganjí                                                            | 27 de agosto-16 de septiembre de 1978                                       |
| Ministro de Información y Turismo                                                 | Daríush Homáyun                                                             | 27 de agosto-16 de septiembre de 1978                                       |
| Ministro de Economía y Finanzas                                                   | Mohammad Yeganeh                                                            | 27 de agosto-16 de septiembre de 1978                                       |
| Ministro de Relaciones Exteriores                                                 | Abbas Alí Jalatbarí                                                         | 27 de agosto-16 de septiembre de 1978                                       |
| Ministro de Comercio                                                              | Kazem Khosrowshahí                                                          | 27 de agosto-16 de septiembre de 1978                                       |
| Ministro de Salud y Bienestar                                                     | Shojaeddín Sheíjholeslamzádeh                                               | 27 de agosto-16 de septiembre de 1978                                       |
| Ministro de Correos, Telégrafos y Teléfonos                                       | Karím Motamedí                                                              | 27 de agosto-16 de septiembre de 1978                                       |
| Ministro de Guerra                                                                | Rezá Azimí                                                                  | 27 de agosto-16 de septiembre de 1978                                       |
| Ministro de Justicia                                                              | Gholamreza Kíanpour                                                         | 27 de agosto-16 de septiembre de 1978                                       |
| Ministro de Carreteras y Transportes                                              | Morteza Salehí                                                              | 27 de agosto-16 de septiembre de 1978                                       |
| Ministro de Industria y Minería                                                   | Mohammad Rezá Amín                                                          | 27 de agosto-16 de septiembre de 1978                                       |
| Ministro de Cultura y Artes                                                       | Mehrdad Páhlbod                                                             | 27 de agosto-16 de septiembre de 1978                                       |
| Ministro de Ciencia y Educación Superior                                          | -                                                                           | 27 de agosto-16 de septiembre de 1978                                       |
| Ministro de Trabajo y Sociedad                                                    | Amir-Qasem Moeiní                                                           | 27 de agosto-16 de septiembre de 1978                                       |
| Ministro de Agricultura y Desarrollo Rural                                        | Ahmad Alí Ahmadí                                                            | 27 de agosto-16 de septiembre de 1978                                       |
| Ministro de Vivienda y Urbanismo                                                  | Firooz Tawfíz                                                               | 27 de agosto-16 de septiembre de 1978                                       |
| Ministro de Energía                                                               | Taghí Tavakolí                                                              | 27 de agosto-16 de septiembre de 1978                                       |
| Ministro Asesor del Gobierno de Ya'afar Sharif Emamí 72 ° primer ministro de Irán |                                                                             |                                                                             |
| Cartera                                                                           | Titular                                                                     | Período                                                                     |
| Ministro Asesor                                                                   | Mohammad Alí Safí Asfía                                                     | 27 de agosto-16 de septiembre de 1978                                       |
| Asesor del Ministro Ejecutivo                                                     | Mahmoud Kashifí                                                             | 27 de agosto-16 de septiembre de 1978                                       |
| Asesor del Ministro del Parlamento                                                | Holaku Rámbod                                                               | 27 de agosto-16 de septiembre de 1978                                       |
| Asesora de la ministra de Asuntos de la Mujer                                     | Mahnaz Afkhamí                                                              | 27 de agosto-16 de septiembre de 1978                                       |
| Asesor de líder de Proyecto y Organización Presupuestaria                         | Manouchehr Aqáh                                                             | 27 de agosto-16 de septiembre de 1978                                       |
| Consejero de Seguridad Nacional                                                   | Parviz Sabetí                                                               | 27 de agosto-16 de septiembre de 1978                                       |
| Ministro Asesor del Gobierno de Ya'afar Sharif Emamí 72 ° primer ministro de Irán |                                                                             |                                                                             |
| Cartera                                                                           | Titular                                                                     | Período                                                                     |
| Vicepresidente de Asuntos Sociales                                                | Sadegh Kazemí                                                               | 27 de agosto-16 de septiembre de 1978                                       |
| Secretario General de Organización Administrativa y del Empleo                    | Amín AlíMard                                                                | 27 de agosto-16 de septiembre de 1978                                       |
| Director de la Organización Nacional de Inteligencia y Seguridad                  | Nasser Moghaddam                                                            | 27 de agosto-16 de septiembre de 1978                                       |
| Jefe de la Organización de Energía Atómica                                        | Akbar Etemad                                                                | 27 de agosto-16 de septiembre de 1978                                       |
| Jefe de la Caridad Imperial                                                       | Alí Farchshí                                                                | 27 de agosto-16 de septiembre de 1978                                       |
| Jefe de la Organización de Educación Física de Irán                               | Nader Yahanbaní                                                             | 27 de agosto-16 de septiembre de 1978                                       |
| Jefe de la Organización de Protección Ambiental de Irán                           | Manouchehr Feylí                                                            | 27 de agosto-16 de septiembre de 1978                                       |

## Vida personal
Sharif-Emami estaba casado y tenía tres hijos, dos hijas y un hijo.
Durante algunos años también fue el Gran Maestro de la Gran Logia Francmasónica de Irán, lo que le dio cierta influencia informal entre la élite política de Irán.

## Años posteriores y muerte
Sharif-Emami abandonó Irán tras la revolución islámica de 1979. Se instaló en el Upper East Side de Manhattan, Nueva York. Allí se desempeñó como presidente de la Fundación Pahlavi y luego renunció al cargo. Murió en un hospital el 16 de junio de 1998, un día antes de cumplir 86 años, en la ciudad de Nueva York. Fue enterrado en Valhalla, Nueva York.